# Olivia Lufkin
Olivia Lufkin (jap. オリヴィア・ラフキン Orivia Rafukin), ps. Olivia (ur. 9 grudnia 1979 w Okinawie) – japońska piosenkarka.
Jej matka jest Japonką, a ojciec Amerykaninem. Siostra, Caroline Lufkin, również jest piosenkarką. Ma również brata Jeffa. Od 2012 roku jest mężatką.
Olivia Lufkin jest piosenkarką j-pop/j-rock, a płyta Interial bleeding strawberry pokazuje alternatywną stronę jej twórczości. Czerpie inspirację z wielu nurtów muzycznych, nie bojąc się eksperymentować głosem, dźwiękiem etc.
Współtworzyła soundtrack do anime Nana.

## Dyskografia

### Albumy
- Synchronicity (6 grudnia 2000)
- The Lost Lolli (18 lutego 2004)
- OLIVIA inspi' REIRA(TRAPNEST) (28 lutego 2007)

### Mini-albumy
- Internal Bleeding Strawberry (21 lutego 2003)
- Merry&Hell Go Round  (27 czerwca 2003)
- Comatose Bunny Butcher  (12 września 2003)
- The Return of the Chlorophyll Bunny (12 marca 2003)
- The Cloudy Dreamer (17 stycznia 2007)

### Single
- I.L.Y.~Yokubou~ (I.L.Y.～欲望～, I.L.Y.~Desire~) (3 lutego 1999)
- re-ACT  (12 maja 1999)
- Dear Angel (5 października 1999)
- Dress me Up (5 grudnia 2000)
- Dekinai (できない, I Can't)  (26 sierpnia 2000)
- Color of your Spoon (4 października 2000)
- Sea me (5 grudnia 2001)
- Into The Stars (4 września 2002)
- a little pain (jako OLIVIA inspi' REIRA(TRAPNEST))  (28 czerwca 2006)
- Wish / Starless Night (jako OLIVIA inspi' REIRA(TRAPNEST)) (11 października 2006)

### DVD
- Video Clips (13 marca 2002)